# Suðureyri
Suðureyri – miejscowość w północno-zachodniej Islandii, u wlotu do fiordu Súgandafjörður, u stóp góry sięgającej 467 m n.p.m. Wchodzi w skład gminy Ísafjarðarbær, położonej w regionie Vestfirðir. Na początku 2018 roku liczyła 312 mieszkańców.
Do miejscowości przez wiele lat prowadziła trudna droga przez góry. Obecnie połączona jest z miastem Ísafjörður tunelem o długości 5 km w ciągu dróg nr 65 i 61.
Główną gałęzią gospodarki wsi jest rybołówstwo. Działają tu dwie fabryki przetwórstwa ryb oraz basen geotermalny. Miejscowość jest również coraz bardziej popularna wśród turystów.
W okresie zimowym można tu doświadczyć zórz polarnych, zaś w okresie letnim "białych nocy".